# Parabolični kolektor
Parabolični kolektor ili PTC (engl. Parabolic Trough Collector) je vrsta sunčevog kolektora koja se koristi kod sunčevih termoelektrana. On je konstruiran kao parabolično zrcalo (obično prevučeno srebrom ili poliranim aluminijem), u čijem se žarištu nalazi Dewarova cijev ili vakumirano staklo, čime je moguće spriječiti toplinske gubitke kondukcijom i konvekcijom. Sunčeva svjetlost se odbija od paraboličnog zrcala, nakon čega se koncentrira u žarištu i radno sredstvo (sintetičko ulje, rastopljena sol ili para pod tlakom) unutar vakuumirane staklene cijevi se grije i do 400 °C.
Iako su parabolični kolektori namijenjeni prije svega za proizvodnju električne energije, uspješno se koriste i za:
- pripremu tople vode,
- zagrijevanje i hlađenje objekata,
- postupak desalinizacije,
- industrijske postupke (proizvodnja pare, sterilizacija, pasterizacija, kao i ostale postupke u metalskoj i kemijskoj industriji)

Prosječna vrijednost stupnja toplinskog iskorištenja, kod ovog tipa sunčevih elektrana, je oko 15 %. Tijekom ljetnih mjeseci, kada su i vrijednosti insolacije najveće, stupanj iskorištenja iznosi 24 % (maksimalno 30 %).

## Način rada
Parabolični kolektori se sastoje od uzdužnog paraboličnog reflektora (dužine nekoliko stotina metara), koji fokusira izravnu komponentu Sunčevog zračenja, na žarišnu liniju, u kojoj je postavljen valjkasti apsorber. Apsorber se sastoji od metalne cijevi, smještene u staklenom valjku, između kojih se nalazi vakuumski međuprostor, koji je tako konstruiran zbog smanjenja toplinskih gubitaka na višim radnim temperaturama. Stakleni valjak sprječava prodiranje prašine i stranih tijela u apsorber. Kroz metalnu cijev apsorbera struji radni fluid (sintetičko ulje, rastopljena sol ili para pod tlakom). Površina apsorbera je zaštićena selektivnim premazom, antirefleksnim premazom koji filtrira infracrveno zračenje, te propušta svjetlost iz vidljivog dijela spektra.

### Koncentracijski omjer kolektora
Konkavne površine reflektora najčešće su zaštićene od vanjskih utjecaja reflektirajućim, aluminijskim premazom ili posrebrenim akrilom, debljine 4 do 5 mm, čime je postignuto da se 98 % Sunčevog zračenja odbija prema žarišnoj liniji kolektora. Koncentracijski omjer kolektora c može se izraziti jednadžbom:
c = Ap / Aa
gdje je: Ap - površina prikupljanja Sunčevog zračenja (m2) i Aa - površina apsorpcije (m2)
Za razliku od ravnih sunčevih kolektora (kod kojih je uvijek c = 1), kod sustava s sunčevom koncentriranom snagom, ovaj odnos može iznositi i više desetina tisuća, s maksimalnom teoretskom vrijednošću 45 000. Izborom odgovarajućeg koncentracijskog omjera, moguće je postići željenu temperaturu u sustavu, što predstavlja najveću prednost sustava s koncentriranjem Sunčevog zračenja u odnosu na ravne solarne kolektore.
Koncentracijski omjer sustava s paraboličnim kolektorima iznosi od 20 do 100, a radne temperature u sustavu dostižu 400 °C. Da bi se dostigle navedene vrijednosti koncentracijskog omjera, kolektori stalno prate kretanje Sunca tijekom dana, čime se osigurava neprestano fokusiranje Sunčevih zraka na linearni apsorber.

### Sustav za praćenje položaja Sunca
Kako se tijekom dana položaj Sunca na nebu mijenja, tako se stalno mijenja i najpovoljniji kut pod kojim Sunčeve zrake padaju na površinu reflektora. Zbog toga je neophodno ugraditi sustave za praćenje položaja Sunca, kako bi se dobio što veći stupanj iskorištenja pretvorbe dozračene Sunčeve energije, iako ovi sustavi predstavljaju najveći činitelj u vrlo visokim cijenama sunčevih termoelektrana. Stalno praćenje kretanja Sunca ostvaruje se pomoću:
- mehaničkog, ili
- elektronskog (električnog) sustava za praćenje Sunca.

O intenzitetu kretanja kolektora govori i podatak da je zahtijevana preciznost praćenja kretanja Sunca u granicama dijela stupnja kuta. Sustav koncentrirajućih paraboličnih sunčevih kolektora, sastoji se od velikog broja usporednih, uzdužnih, paraboličnih reflektora, postavljenih najčešće, uzdužnom osi u smjeru sjever - jug, koji čine sunčevo polje, koje zahtijeva značajan prostor za ugradnju. Bez obzira na ogromnu površinu koju zauzima sunčevo polje, ovi visokoprecizni optički uređaji postavljeni su s milimetarskom preciznošću.

### Sunčeva termoelektrana Andasol
Njemačka tvrtka Solar Millenium izgradila je prvu sunčevu elektranu, na području europskog kontinenta, Andasol, u južnoj španjolskoj provinciji Granadi. Sunčevo polje se sastoji od 209 664 parabolična reflektora, koji zauzimaju površinu od 510 120 m2, i proizvodi 150 GWh/god., što je dovoljno za opskrbu 200 000 kućanstava. 
Kolektori su postavljeni uzduž pravca sjever–jug i prate kretanje Sunca od istoka do zapada. Pomicanje kolektora je stalno, a najveći kosinusni gubitak (Lambertov zakon) je u podne, a najmanji u jutarnjim i kasnim popodnevnim satima. 
Praćenjem kretanja Sunca i reflektiranjem Sunčevog zračenja na apsorber, radni fluid se zagrijava i cirkulira kroz sustav cijevi, prenoseći akumuliranu toplinsku energiju, u izmjenjivaču topline, na drugi fluid. Tako nastala pregrijana para, odvodi se u parnu turbinu stvarajući moment, koji služi za stvaranje električne energije u električnom generatoru. Pregrijana para se nakon izlaska iz generatora hladi u izmjenjivaču topline, koji je povezan s rashladnim tornjem.

### Skladištenje toplinske energije
Zbog velikih promjena intenziteta Sunčevog zračenja, kao i zbog male gustoće energetskog fluksa, često je neophodno akumuliranje (uskladištenje) energije. U sustavu za skladištenje topline, se skuplja energija za vrijeme Sunčanih razdoblja, odnosno crpi se energija u razdobljima kada Sunčevog zračenja uopće nema ili ga nema dovoljno. Ako je Sunčevo zračenje intenzivno, sunčevo polje istovremeno stvara dovoljnu količinu energije za pokretanje generatora električne energije i za uskladištenje energije u sustavu za skladištenje topline, koji omogućava rad generatoru i nekoliko sati nakon zalaska Sunca, čime se povećava stupanj iskorištenja sustava s koncentriranim Sunčevim zračenjem. U sustavu za skladištenje topline, navedenog postrojenja, radni fluid je rastopljena sol (60 % NaNO3 i 40 % KNO3), koja cirkulira između "rezervoara toplog fluida" (temperature ~380 °C) i " rezervoara hladnog fluida" (temperature ~280°C). Svaki od rezervoara je promjera 15 m, visine 14 m i može sadržavati 28 500 tona radnog fluida. Tijekom noći i za vrijeme oblačnih dana, sustav može električnom energijom opskrbljivati korisnike 24 sata, odnosno oko 7,5 sati nakon prestanka djelovanja Sunčevog zračenja, ako je sustav pravilno dimenzioniran. Postojeći sustavi s paraboličnim kolektorima obično stvaraju oko 100 kWh/god. električne energije po m2 površine kolektora.

## Ostale primjene paraboličnih kolektora

### Sunčevi sustavi s paraboličnim kolektorima za zagrijavanje vode
Toplinsko djelovanje Sunčevog zračenja predstavlja vrlo pogodan izvor energije za grijanje potrošne vode, u domaćinstvima, industriji, turizmu i dr. Kod uobičajenog sunčevog sustava s paraboličnim kolektorima za dobivanje tehnološke vode ili sanitarne potrošne vode u industrijskim, turističkim, športskim, medicinskim, vojnim i drugim objektima, temperatura radnog fluida u sustavu iznosi 271 °C, a temperatura vode na izlazu iz sustava između 49 °C i 82 °C. Ovisno o klimatskih uvjetima, radni fluid u ovom sustavu je voda ili tekućina na bazi antifriza. Temperatura radnog fluida u "rezervoaru toplog fluida" je oko 93 °C. Iskorištenje sustava s PTC kolektorima za zagrijavanje vode je najveća kada temperaturna razlika (između radnog fluida na ulazu u sunčevo polje i radnog fluida na izlazu iz sunčevog polja u ekspanzionu posudu) iznosi 33 °C.

### Sunčevi sustavi s paraboličnim kolektorima za klimatizaciju zraka
Korištenje sunčeve energije u sustavima za klimatizaciju zraka predstavlja novu i skupu tehnologiju koja je još uvijek u fazi ispitivanja. Najveći zahtjevi za hlađenjem objekata poklapaju se s najvećim intenzitetom Sunčevog zračenja. Apsorpcijski rashladni uređaj u postrojenju za klimatizaciju zraka, koristiti vrelu vodu (vodenu paru) iz izmjenjivača topline, koji je povezan s PTC kolektorima. Apsorpciojski rashladni sustav kao radni fluid koristi smjesu voda - litijev bromid. Litijev bromid je apsorpcijski, a voda u području podtlaka rashladni fluid. Zimi, kad ne postoji potreba za hlađenjem objekata, akumulirana energija iz spremnika isporučuje se sustavu za zagrijavanje prostorija.

### Sunčevi sustavi s paraboličnim kolektorima za zagrijavanje prostorija
Korištenje sustava za koncentriranje Sunčevog zračenja s paraboličnim kolektorima moguće je u sustavu daljinskog grijanja i u mnogim industrijskim postupcima, pri čemu se stvara dovoljna količina tople vode za grijanje prostorija, kuhanje, pasterizaciju, sterilizaciju i slično. Kada temperatura radnog fluida iz sunčevog polja pređe vrijednost temperature vode u izmjenjivaču topline za neku određenu vrijednost, uključuje se rad cirkulacijske pumpe, koja potiskuje fluid kroz cijevi. Ohlađeni radni fluid se ponovo vraća u PTC kolektore na dogrijavanje.
Sustavi s koncentriranim Sunčevim zračenjem s paraboličnim kolektorima uglavnom predstavljaju hibride (mješovite sustave). Za vrijeme smanjenog Sunčevog zračenja, hibridni sustavi koriste izgaranje fosilnih goriva za dogrijavanje sunčevog izlaza. Navedeni sunčevi sustavi mogu također biti spojeni s postojećim termoelektranama.

## Postojeće elektrane
Sunčeve termoelektrane s paraboličnim kolektorima predstavljaju tehnologiju koja se uspješno koristi od 1985. U komercijalnoj upotrebi je devet sunčevih polja postrojenja sunčeve termoelektrane SEGS, koje su smještene u pustinji Mohave, Kalifornija (SAD), kao i prva sunčeva termoelektrana u Europi, sunčeva termoelektrana Andasol, koja je puštena u pogon početkom studenoga 2008. Do sada je na ovaj način proizvedeno preko 12 milijarda kWh električne energije, što je dovoljno za opskrbu električnom energijom 12 milijuna ljudi.
Prema podatcima Američke organizacije SECO (engl. State Energy Conservation Office) manje od 3 % površine Sahare pokrivene sustavima sa Sunčevim koncentriranim zračenjem, bilo bi dovoljno da zadovolji svjetske potrebe za električnom energijom. Glavni problem ove ideje je, elektroenergetski sustav, pa se predlaže ulaganje u jedinstvenu europsku mrežu, koja bi mogla energiju iz obnovljivih izvora prenijeti do svih zemalja EU. Predviđa se da bi za ostvarenje ovog ambicioznog cilja Europska unija trebala do 2050. izdvajati oko milijardu eura svake godine.